# Villiers-sur-Yonne
Villiers-sur-Yonne este o comună în departamentul Nièvre din centrul Franței. În 2009 avea o populație de 307 de locuitori.

## Evoluția populației
| An        | 1975 | 1982 | 1990 | 1999 | 2006 | 2009 |
| --------- | ---- | ---- | ---- | ---- | ---- | ---- |
| Populație | 274  | 268  | 234  | 277  | 272  | 307  |